# Javier Espinosa y Espinosa
José Manuel Francisco Javier Espinosa  (Quito, 2 de diciembre de 1815 - Ibídem, 4 de septiembre de 1870) fue un político ecuatoriano y Presidente constitucional del Ecuador. Gobernó desde el 20 de enero de 1868 hasta el 16 de enero de 1869.

## Biografía
Nació en Quito en 1815 y falleció en la misma ciudad el 4 de septiembre de 1870. Fue un hombre de grandes dotes morales, tanto en su vida privada como en la pública. Austero y de mucho prodigio, perteneció a una distinguida familia de la capital. Como profesional, fue excelente Abogado, aunque a la postre le faltaron dotes de gobernante.
En su época, para ejercer el sufragio como ciudadano, se necesitaba saber leer y escribir, y tener la edad de 21 años, agregando la condición de "ser católico". Se limitaban, a su vez, las libertades de pensamiento, de palabra y de asociación; el presidente tenía atribuciones para apresar ciudadanos, ordenar allanamientos, confinamientos, es decir, todo aquello que a juicio del gobernante atentare contra el "orden público".

## Elecciones de 1868
Convocadas las elecciones presidenciales de 1868, por parte del vicepresidente Pedro José de Arteta, encargado de la Presidencia, sale elegido Javier Espinosa y Espinosa, a los 52 años de edad, para desempeñar la presidencia solo por el tiempo que le faltaba al señor Jerónimo Carrión que renunció al cargo.

## Presidencia del Ecuador
Tomó posesión del mando el 20 de enero de 1868. Personajes de mucha prestancia colaboraron en el gobierno como los doctores Camilo Ponce y Julio Castro.
A pesar de haber sido elegido gracias al respaldo de Gabriel García Moreno, durante su gobierno obró con total independencia y apego a la ley, respetando las libertades y evitando todo tipo de persecución y represión política.
Se propuso como programa, tratar de reconciliar a los enfrentados partidos conservador y liberal. Esta independencia de gobierno disgustaba a García Moreno, porque creía favorecía a los seguidores de José María Urbina, su gran enemigo. Pero la actitud de García no preocupaba mucho a Espinosa, porque este estaba convencido de que la popularidad de aquel había disminuido.

### Terremoto de Ibarra
El domingo 16 de agosto de 1868, ocurrió un espantoso terremoto en la ciudad de Ibarra y sus contornos; en Ibarra no queda un habitante y en Otavalo y Cotacachi los edificios se van por los suelos. En Ibarra, murieron más de 20.000 habitantes, en Pichincha 100. Por doquier, personas desaladas saquearon. Espinosa designó a Gabriel García Moreno como Jefe Civil y Militar de Imbabura para que proceda a la reconstrucción de Ibarra, enfrente al hambre, las necesidades y enfermedades; una vez terminados los trabajos de reconstrucción de la ciudad blanca y acogedora los ibarreños retornaron a sus lares queridos desde los llanos de Santa María de la Esperanza, un 28 de abril de 1874.
Fue el más mortífero de los 24 terremotos registrados en el Ecuador desde 1541 hasta esa fecha. Murieron entre 15 y 20 mil personas, y quedaron sin hogar 50 mil. Las lluvias persistentes, la falta de sal a causa de la obstrucción del camino a Salinas (Imbabura), el saqueo de escombros y cadáveres por los indios bajados de los cerros, los asaltos a mano armada y la inoperancia del gobernador de la provincia, Manuel de Zaldumbide, aumentaron el horror del cataclismo. García Moreno se hallaba en el valle de Cayambe, en la hacienda Guachalá de Juan Aguirre Montúfar, negociando el arriendo de esa propiedad de 12 mil hectáreas, 4.400 vacunos y 18 mil ovejas. Allá fue a verlo el ministro de lo Interior. Eran las cinco de la tarde del 22 de agosto.
Camilo Ponce le pidió a nombre del presidente Espinosa que aceptara la jefatura Civil y Militar de Imbabura con todas las facultades para acudir en auxilio de las víctimas. Pese a que no podía montar a caballo por un tumor en el pie, García Moreno partió al día siguiente a San Pablo del Lago, desde cuyas ruinas lanzó una proclama: "El Supremo Gobierno me ha encargado la honrosa misión de ir a aliviar vuestros sufrimientos... Los malvados ¡tiemblen!". Destituyó al gobernador Zaldumbide, dispuso la construcción de barracas para los heridos, el rescate y la incineración de los cadáveres, la emigración a Quito de los huérfanos y viudas. Elaboró una lista de prioridades: sal, medicinas, desinfectantes, ropa y calzado; alimentos, no "porque hay ganado y granos en abundancia!".
Para el 26 de agosto los caminos estaban reabiertos y los asaltos contenidos. Ese mismo día estuvo en Otavalo y Atuntaqui. Entre el 27 de agosto y el 3 de septiembre visitó El Ambi, Urcuquí, Tumbaviro, Cotacachi y Salinas. Armó hospitales provisionales en La Esperanza, Calpaquí y Cotacachi. El 5 de septiembre informaba: "Me es imposible determinar lo que sea suficiente para remediar la necesidad; bástese decir que todo lo que desde la República pudiera remitirse, aunque fuese medio millón de pesos, no alcanzaría para alimentar, curar, vestir y dar un medio de trabajo a tantos millares de familias enteramente indigentes". Aliviado lo más doloroso de la catástrofe, desde el 10 de septiembre se puso a planear la construcción de la nueva Ibarra. Casi nada quedaba de la fundada en 1606 por el sexto presidente de la Audiencia de Quito, Miguel de Ibarra. Encomendó el trazado de la planta al arquitecto Tomás Reed, a quien pidió la construcción de una casa sencilla y sólida que sirviera de modelo a las demás. Cuatro años después los ibarreños retornaban a su antiguo hogar. A mediados de octubre García Moreno se retiró a Guachalá. Estaba exhausto, pero aureolado de la fama de salvador.

### Golpe de Estado
A poco de resueltos los graves problemas suscitados por el terremoto de Ibarra, el gobierno comenzó a afrontar otros de diversa índole, pero también graves, como el de la sucesión presidencial para el nuevo período; se perfilaron dos tendencias: conservadora con Gabriel García Moreno y liberal con Francisco Aguirre Abad (Urbinista).
Las elecciones presidenciales debían efectuarse en mayo de 1869. En octubre de 1868, Benigno Malo y 42 notables de Cuenca propusieron la candidatura de Francisco  Aguirre Abad, jurisconsulto guayaquileño de amplia experiencia política, diplomático y orador elocuente, a quien se escuchaba siempre con provecho. Antonio Borrero, uno de esos notables, escribió a García Moreno para convencerle de que apoyara la candidatura de Aguirre, "un término medio" entre los extremos de la candidatura de Pedro Carbo rechazada por los conservadores y algunos liberales, y la posible de García Moreno rechazada por "el partido llamado liberal que cree ver en usted una amenaza y un motivo constante de alarma e inquietud". García Moreno le respondió con evasivas. Al día siguiente de lanzada la candidatura de Aguirre, García hizo proclamar la suya en Cuenca, atacó a Aguirre insinuando que "si fuera elegido, sería el precursor necesario de un traidor para quien en esta República no puede haber más que el cadalso". Se refería a Urbina, cuñado de Aguirre.
La candidatura de Aguirre apoyada por el Club Republicano de Quito iba viento en popa. El presidente Espinosa se mostraba imparcial. García Moreno no estaba seguro de ser elegido. Como necesitaba gobernar para concluir lo iniciado en la primera presidencia, preparó un golpe de Estado. Propalaba en su periódico "La Estrella de Mayo" que la revolución de Urbina era inminente y justificaba en privado el paso que iba a dar. Lo dio el 16 de enero de 1869. Fue por la noche al cuartel de artillería, arengó a la tropa, marchó al frente de ella hacia el vecino Palacio de Gobierno, exigió la renuncia de Espinosa, galopó esa misma noche a Guayaquil y consumó el golpe de Estado. Tanta eficacia fue posible por la complicidad de los generales Julio Sáenz y Secundino Darquea, comandantes de las plazas de Quito y Guayaquil. La fama de su talento organizador tras el terremoto de Ibarra contribuyó a que el pueblo aceptara el golpe de Estado.
Una Junta de Notables lo nombró presidente interino. Inmediatamente las demás provincias del Ecuador empezaron a desconocer al gobierno de Espinosa y se unieron al de García Moreno. Al aceptar el nombramiento, García Moreno explicó que "después de agotar todos los esfuerzos posibles para que el presidente Javier Espinosa librara a la República del peligro inminente de ser presa otra vez de sus irreconciliables enemigos, había tenido que ponerse a la cabeza del Ejército para evitar que el país fuera inundado en sangre, esquilmado por la guerra y devorado por la anarquía".
Espinosa guardó silencio hasta su muerte acaecida 19 meses después. Pablo Herrera, ideólogo conservador amigo de García Moreno, juzgó al presidente depuesto como "hombre justo, inteligente y escrupuloso observante de la ley; mas, por desgracia, le faltaban dotes de gobierno". Para los conservadores, quienes no obedecían a García Moreno eran o débiles o incapaces de gobernar. El historiador Federico González Suárez fue más sincero: "La revolución contra Espinosa, presidente legítimo, fue mala; la reelección de 1875 fue antipolítica; alabé a García Moreno sin interés: le censuré sin pasión". Desde Guayaquil el presidente interino convocó a Convención Nacional para el 16 de mayo de 1869, y, una vez reunida, renunció a su cargo. Manuel de Ascázubi, su cuñado, que fue designado presidente interino mientras durase la Convención, lo nombró ministro de Hacienda.

## Sucesión
| Predecesor: José de Villamil         | Ministro de Relaciones Exteriores de Ecuador 9 de septiembre de 1852 - 5 de octubre de 1852 | Sucesor: Pedro Fermín Cevallos            |
| Predecesor: Pedro José de Arteta (e) | Presidente de la República del Ecuador 20 de enero de 1868 - 16 de enero de 1869            | Sucesor: Gabriel García Moreno (de facto) |